# Pitthea türckheimia
Pitthea türckheimia är en fjärilsart som beskrevs av Herman Dewitz 1881. Pitthea türckheimia ingår i släktet Pitthea och familjen mätare. Inga underarter finns listade i Catalogue of Life.